# 115885 Ganz
A 115885 Ganz (ideiglenes jelöléssel 2003 VL1) a Naprendszer kisbolygóövében található aszteroida. Sárneczky Krisztián és Sipőcz Brigitta fedezték fel 2003. november 6-án.
Nevét Ganz Ábrahám (1814 – 1867) vasöntőmester, gyáros, a magyar nehézipar egyik megteremtője után kapta.